# Mylabris
Mylabris ist eine Käfergattung aus der Familie der Ölkäfer und Unterfamilie Meloinae mit einem Verbreitungsschwerpunkt im Mittelmeerraum. Es sind in Europa 52 Arten bekannt, davon allein 17 auf der iberischen Halbinsel. In Mitteleuropa kommen noch fünf Arten vor, vor allem im pannonischen Raum.

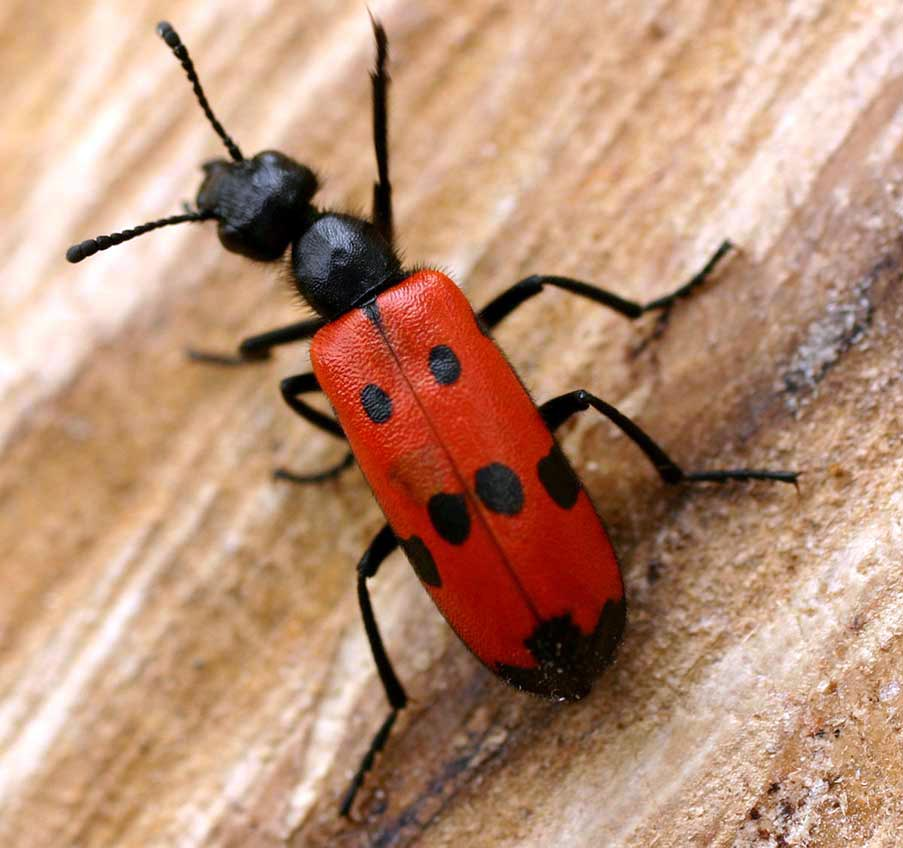
Vierpunktiger Ölkäfer (Mylabris quadripunctata)

## Beschreibung
Die Käfer haben rote oder bräunlich gelbe Deckflügel mit schwarzen Punkten oder Binden. Trotz großer Aberrationsspektren der Arten lassen sie sich durch die Zeichnung der Flügel gegeneinander abgrenzen. Wie viele Ölkäfer besitzen sie ein starkes blasenziehendes Gift (Cantharidin).

## Lebensweise
Ihr Lebenszyklus ist sehr komplex. Als Larve ernähren sie sich von Eiern und Larven verschiedener Heuschrecken.

## Arten
In Europa sind sechs Untergattungen bekannt:
- Chalcabris
- Eumylabris
- Mesosulcata
- Micrabris
- Mylabris s. str.
- Zitunabris

Bekannte Arten in Mitteleuropa:
- Vierpunktiger Ölkäfer (Mylabris quadripunctata)
- Pannonischer Ölkäfer (Mylabris pannonica)
- Veränderlicher Ölkäfer (Mylabris variabilis)